# Leo-Jozef Suenens
Leo-Jozef Suenens, född 16 juli 1904 i Ixelles, Bryssel, död 6 maj 1996 i Bryssel, var en belgisk kardinal i Romersk-katolska kyrkan. Han var ärkebiskop av Mechelen-Bryssel från 1961 till 1979.
Suenens utförde viktigt arbete under Andra vatikankonciliet och var en av de starkare rösterna för aggiornamento, en uppdatering av kyrkan. Senare var han beskyddare för rörelsen katolsk karismatisk förnyelse.

## Studier och prästvigning
Leo-Jozef Suenens var ende son till restauratören Jean-Baptiste Suenens och dennes hustru Jeanne Jannsens; fadern dog när Leo-Jozef var fyra år.
Från 1920 till 1927 studerade Suenens vid Gregoriana-universitetet i Rom, där han bodde på det belgiska prästseminariet vid Via del Quirinale på Quirinalen. Han doktorerade i teologi och filosofi och avlade ytterligare en akademisk grad i kanonisk rätt. Hans mentor var kardinal Désiré-Joseph Mercier, vars liberala ståndpunker anses ha påverkat Suenens i hög grad.
Suenens prästvigdes den 4 september 1927 i Mechelen av ärkebiskopen av Mechelen, kardinal Jozef-Ernest van Roey. Mellan 1927 och 1929 studerade han vidare i Rom och tjänstgjorde sedan som lärare i etik och pedagogik.
I början av andra världskriget tjänade Suenens som fältpräst i södra Frankrike. 1940 utnämndes han till vicerektor för universitetet i Louvain. När rektorn, monsignor Honoré van Waeyembergh, arresterades av tyskarna i juni 1943, kom Suenes att fungera i rektorns ställe. Suenens namn fanns med på en lista över personer som skulle avrättas, men de allierade befriade Belgien innan planen hunnit verkställas.

## Ärkebiskop och kardinal
Den 12 november 1945 utnämndes Suenens till hjälpbiskop av Mechelen och titulärbiskop av Isinda. I november 1961 blev han ärkebiskop av Mechelen och därigenom Belgiens primas; stiftet bytte i december samma år namn till Mechelen-Bryssel. Påve Johannes XXIII utsåg den 19 mars 1962 Suenens till kardinalpräst med San Pietro in Vincoli som titelkyrka. Som ärkebiskop och Belgiens primas blev han ordförande för den belgiska biskopskonferensen och deltog i en rad biskopssynoder.
I egenskap av ärkebiskop deltog Suenens i Andra Vatikankonciliet (1962-1965). Påve Johannes XXIII, som hade sammankallat konciliet, tog råd från bland andra kardinalerna Giovanni Battista Montini och Suenens som ansåg att konciliet måste samla sig kring Kyrkans väsen och roll. Liksom påven förespråkade de en förnyelse av kyrkan. När konciliets första session hösten 1962 hotade att falla sönder i kaos blev det kardinal Suenens som, på påvens inbjudan, fick skapa en väg ut ur dödläget och i realiteten sätta hela konciliets agenda.
Suenens betonade särskilt ekumenik med andra kristna kyrkor och religionsdialog med andra religioner, en tydligare definition av lekfolkets roll samt vikten av biskopskollegiet.
Suenens var en av kardinalelektorerna vid konklaven 1963 som till Johannes XXIII:s efterträdare valde kardinal Montini, påven under namnet Paulus VI. Den nye påven utnämnde Suenens till en av konciliets fyra moderatorer, och som sådan kom Suenens att ha ett avgörande inflytande över  Lumen Gentium (Om kyrkan) och Gaudium et Spes (Om kyrkan i världen av idag), två av konciliets konstitutioner.
1968 promulgerade Paulus VI encyklikan Humanae Vitae, som bland annat fastslår att abort är något moraliskt ont samt helt och hållet förbjuder varje form av preventivmedel. Suenens, som redan under Andra Vatikankonciliet hade kritiserat Katolska kyrkans officiella ståndpunkt i frågan om preventivmedel, förnyade nu sin kritik. Suenens menade, att kyrkan såg äktenskapet mellan man och kvinna som en garant för fortplantning på bekostnad av den äktenskapliga kärlekens fysiska uttryck.
1978 deltog kardinal Suenens i det årets två konklaver. Den 26 augusti 1978 valdes Johannes Paulus I till påve. Denne avled dock redan efter 33 dagars pontifikat, och den 16 oktober valdes Johannes Paulus II till hans efterträdare. I oktober 1979 lade Suenens ned ärkestiftet Mechelen-Bryssels biskopsstav. Kardinalen avled av en blodpropp våren 1996, 91 år gammal. Han ligger begravd i katedralen i Mechelen.

## Suenens och den karismatiska förnyelsen
Under hela sitt liv som präst och biskop framhöll Suenens betydelsen av den helige Anden i kyrkans liv. Han valde som motto då han blev biskop "In Spiritu Sancto" (i den helige Ande). Från första stund då påven
Johannes XXIII utlyste Andra Vatikankonciliet var han övertygad om att konciliet var den helige Andes verk. Suenens formulerade avsnittet om de andliga nådegåvorna i Andra Vatikankonciliets grundkonstitution om kyrkan (Lumen Gentium p 12). Bland konciliefäderna fanns en diskussion där några hävdade att karismerna, de andliga nådegåvorna som Paulus talar om, var begränsade till apostlatiden. Suenens bestred denna begränsning, och hans linje blev den officiella. 
Suenens första personliga möte med Katolska karismatiska förnyelsen var under en resa till USA 1972. Mötet gjorde ett starkt intryck på honom och han förblev under hela sitt liv en förespråkare för förnyelsen. Under de närmaste åren hade han kontakt med ledande personer inom förnyelsen i USA. Med målet att den karismatiska förnyelsen skulle finnas vid kyrkans hjärta, närmare Rom, inbjöd han två ledande personer från förnyelsen i USA, Ralph Martin och Steve Clark, att arbeta i nära kontakt med honom. Jesuitprästen Fio Mascharenas från Indien engagerades också som president för det nybildade ICCRO, International Catholic Charismatic Renewal Office. Organisationen inhystes till en början i kardinalen biskopliga residens, men flyttade sedan till Rom. Suenens var organisationens biskopliga rådgivare. Suenens fick av påve Paulus VI i uppdrag att särskilt ta sig an den internationella utvecklingen av den katolska karismatiska förnyelsen.
Varje år anordnades seminarier med Suenens i Malines som besöktes av många, såväl katoliker som protestanter. Besökare kom även från de nordiska länderna.
Mellan 1974 och 1986 skrev Suenens en serie på sex dokument, de s.k. Malines-dokumenten  som,  genom sina insikter i den karismatiska rörelsens möjligheter och behov, fortfarande tjänar som dess riktlinjer. Dessa dokument är
- Theological and Pastoral Orientations on the Catholic Charismatic Renewal, med Kilian McDonnell som konsult[11]
- Ecumenism and Charismatic Renewal (1978).
- Charismatic Renewal and Social Action (1979) med biskop Dom Helder Camara.
- Renewal and the Powers of Darkness (1982), Förord av kardinal Joseph Ratzinger.
- Nature and Grace, A Vital Unity (1985)
- Resting in the Spirit (1986)

Suenens gjorde en viktig insats genom att förklara förnyelsen för påven och kurian. Många inom kurian var skeptiska och ville han skulle avstå från att delta i den internationella Konferensen om karismatisk förnyelse i Rom 1975. Påven Paulus VI var mer öppen för karismatiken.  I samband med konferensens 13 000 delegaters eukaristi-firande på annandag pingst gav påven Suenens det sällsynta privilegiet att presidera som huvudcelebrant vid högaltaret i S:t Peterskyrkan. Efter mässan anslöt påven själv och höll ett tal till konferensdeltagarna där han kallade den karismatiska förnyelsen för "en chans för Kyrkan".